# 生祠镇
生祠镇，是中华人民共和国江苏省泰州市靖江市下辖的一个乡镇级行政单位。

## 行政区划
生祠镇下辖以下地区：
生祠社区、地藏社区、金星村、生祠村、新生村、七一村、大进村、东进村、七里村、三河村、三圩村、新丰村、地藏村、新跃村、老港村、利珠村、涨公村、红英村、新义村和法喜村。